# Morris Michael Edelstein

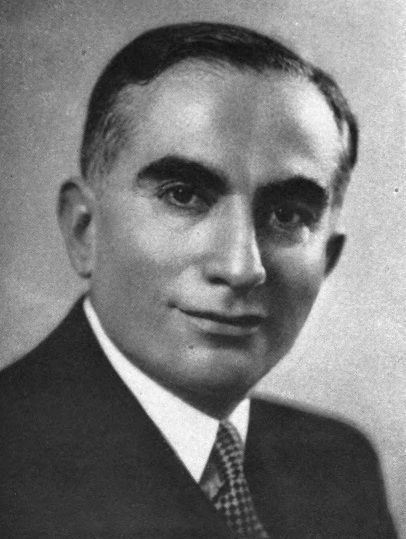
Morris Michael Edelstein

Morris Michael Edelstein (* 5. Februar 1888 in Międzyrzec Podlaski, Polen; † 4. Juni 1941 in Washington, D.C.) war ein US-amerikanischer Jurist und Politiker. Er vertrat in den Jahren 1940 und 1941 den Bundesstaat New York im US-Repräsentantenhaus.

## Werdegang
Die Familie Edelstein wanderte 1891 in die Vereinigten Staaten ein und ließ sich in New York City nieder. Morris Michael Edelstein besuchte dort öffentliche Schulen und das Cooper Union College. 1909 graduierte er an der Brooklyn Law School der St. Lawrence University in New York City. Seine Zulassung als Anwalt erhielt er 1910 und begann dann in New York City zu praktizieren. Politisch gehörte er der Demokratischen Partei an. Er wurde in einer Nachwahl am 6. Februar 1940 in das US-Repräsentantenhaus in Washington D.C. gewählt, um dort die Vakanz zu füllen, die durch den Tod von William I. Sirovich entstand. Am 4. Juni 1941 starb er in der Garderobe des US-Repräsentantenhauses in Washington D.C., nachdem er eine Rede im US-Repräsentantenhaus hielt. Sein Leichnam wurde auf dem Mount Zion Cemetery in Maspeth beigesetzt.

## Ehrungen
Während des Zweiten Weltkrieges wurde das Schiff SS M. Michael Edelstein  ihm zu Ehren benannt.